# 扁蒴苣苔属
扁蒴苣苔属（学名：Cathayanthe）是苦苣苔科下的一个属，为多年生、无茎草本植物。该属仅有扁蒴苣苔（Cathayanthe biflora）一种，分布于中国海南。